# Contea di Banks
La contea di Banks (in inglese Banks County) è una contea dello Stato della Georgia, negli Stati Uniti. La popolazione al censimento del 2000 era di 14 422 abitanti. Il capoluogo di contea è Homer.